# 蒙筠怡
蒙筠怡（英語：MONG Kwan Yi，1987年10月7日—），香港女子羽毛球運動員。她於2012年澳門公開賽後退役，現職羽毛球教練。

## 簡歷
2009年12月，蒙筠怡代表香港出戰東亞運動會，參加羽毛球比賽的女子團體項目，奪得銅牌。
2010年11月，蒙筠怡代表香港出戰廣州亞運會，參加羽毛球比賽的女子團體項目。
2014年3月1日，蒙筠怡正式從羽毛球世界聯會註冊退役。

## 主要比賽成績
只列出曾進入準決賽的國際賽事成績：
| 年份   | 賽事             | 項目     | 搭檔   | 成績   |
| ------ | ---------------- | -------- | ------ | ------ |
| 2008年 | 越南羽毛球大獎賽 | 混合雙打 | 王偉康 | 準決賽 |